# Галазов Ахсарбек Хаджимурзайович
Ахсарбек Хаджимурзайович Галазов (15 жовтня 1929, село Хумалаг, тепер Правобережного району, Північна Осетія, Російська Федерація — 10 квітня 2013, місто Владикавказ, Північна Осетія, Російська Федерація) — радянський і російський державний діяч, 1-й секретар Північно-Осетинського республіканського комітету КПРС, президент Республіки Північна Осетія — Аланія. Кандидат педагогічних наук, професор. Член ЦК КПРС у 1990—1991 роках. Народний депутат РРФСР (1990—1993). Член Ради Федерації Федеральних Зборів Російської Федерації (1993—1998).

## Життєпис
У 1952 році закінчив Північно-Осетинський державний педагогічний інститут.
У 1952—1958 роках — вчитель російської мови та літератури і завідувач навчальної частини Хумалазької середньої школи Правобережного району Північно-Осетинської АРСР.
У 1958—1959 роках — інспектор шкіл Міністерства освіти Північно-Осетинської АРСР.
Член КПРС з 1959 року.
У 1959—1960 роках — директор Інституту вдосконалення вчителів Міністерства освіти Північно-Осетинської АРСР.
У 1960—1961 роках — інструктор Північно-Осетинського обласного комітету КПРС.
У 1961—1975 роках — міністр освіти Північно-Осетинської АРСР.
У 1975—1976 роках — заступник голови Ради міністрів Північно-Осетинської АРСР.
У 1976—1990 роках — ректор Північно-Осетинського державного університету в місті Владикавказі.
24 лютого 1990 — 23 серпня 1991 року — 1-й секретар Північно-Осетинського республіканського комітету КПРС.
Одночасно 21 березня 1990 — 21 січня 1994 року — голова Верховної ради Північно-Осетинської РСР.
З утворенням ДКНС у серпні 1991 року оголосив про запровадження надзвичайного стану в Північно-Осетинській республіці, створив Республіканський комітет з надзвичайного стану. Після поразки ДКНС у Верховній раді Північної Осетії обговорювалася пропозиція про відставку Галазова, але її не було прийнято.
У розв'язанні інгусько-осетинського конфлікту в 1992 році звинуватив інгушів, які проживали в Приміському районі, виступав проти виходу Північної Осетії з Російської Федерації.
У листопаді 1993 року був висунутий кандидатом у депутати Ради Федерації РФ. На виборах виступав як незалежний кандидат. Галазов переміг, набравши 53,54% голосів. До другого складу Ради Федерації входив за посадою.
16 січня 1994 року був обраний першим президентом Республіки Північна Осетія — Аланія. Вступив на посаду 26 січня 1994 року на урочистій сесії Верховної ради Північної Осетії. Обіймав посаду президента до 30 січня 1998 року.
Потім — на пенсії.
Помер 10 квітня 2013 року в місті Владикавказі. Похований 12 квітня на Алеї Слави із військовими почестями.

## Нагороди і звання
- три ордени Трудового Червоного Прапора
- медаль «Ветеран праці»
- медалі
- Почесна грамота Уряду Москви (12.10.2004)